# Camden (Illinois)
Camden é uma vila localizada no estado americano de Illinois, no Condado de Schuyler.

## Demografia
Segundo o censo americano de 2000, a sua população era de 97 habitantes.
Em 2006, foi estimada uma população de 94, um decréscimo de 3 (-3.1%).

## Geografia
De acordo com o United States Census Bureau tem uma área de
2,0 km², dos quais 2,0 km² cobertos por terra e 0,0 km² cobertos por água. Camden localiza-se a aproximadamente 183 m acima do nível do mar.

## Localidades na vizinhança
O diagrama seguinte representa as localidades num raio de 20 km ao redor de Camden.